# Velp (Gelderland) in de Tweede Wereldoorlog

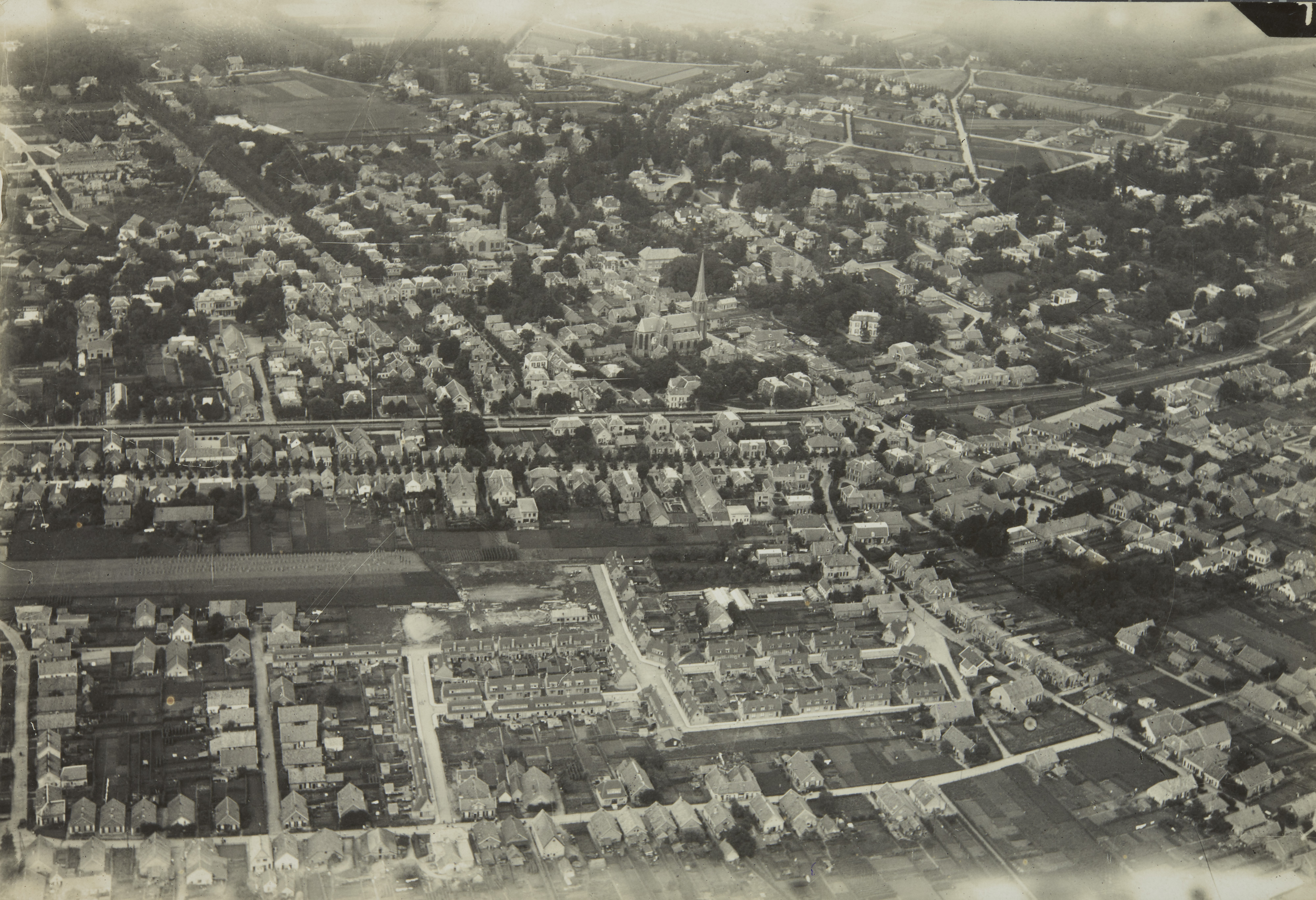
Luchtopname van Velp van voor de Tweede Wereldoorlog

Het dorp Velp werd in de Tweede Wereldoorlog als laatste langs de oostelijke Veluwezoom in de regio door de Wehrmacht op in de nacht van 10 op 11 mei 1940 ingenomen. Diverse gebouwen en woningen werden door de bezetter geconfisqueerd. Velp en haar inwoners is een van de Nederlandse dorpen die het meest geleden heeft onder de Duitse bezetting gedurende de Tweede Wereldoorlog, onder meer doordat het dorp strategisch was gelegen vanwege de centrale ligging in Nederland, en dat de doorgaande routes Arnhem-Zutphen en de route van en naar Duitsland door het dorp liep, de grote hoeveelheid dichte, dekking biedende bebossing en het grote aantal ruime villa's.

## 1940-1943
De eerste jaren van de oorlog verliepen redelijk rustig, al kreeg de bevolking met de steeds stringentere maatregelen van de bezetter te maken.

### Parkhotel
In 1940 nam generaal Paulus zijn intrek in het Parkhotel, om van daar uit de operaties bij de Grebbeberg te leiden.

### SD
In villa De Kleiberg aan de Dennenweg 29 had zich het SD-hoofdkwartier gevestigd met in de kelders de gevangenis en de verhoorkamers.

### Todeskandidat
Reeds op 28 mei 1940 werd de eerste inwoner van Velp gearresteerd en eind 1940 volgde de gevangenneming van burgemeester Willem Theodoor Cornelis Zimmerman, die na in april 1941 te zijn vrijgelaten, later als Todeskandidat naar Kamp Sint-Michielsgestel werd overgebracht. Ook rechter Otto Ernst Gelder graaf van Limburg Stirum werd op 4 mei 1942 door de SD aangehouden en moest dit lot ondergaan. Hij behoorde tot de eerste groep van 5 man die op 15 augustus 1942 werd gefusilleerd als represaille voor een door het verzet gepleegde bomaanslag op Duitse doelen langs de spoorbaan in Rotterdam.

### Communicatie
Op zolder in villa Beukenhof, de woning van Aarnoud baron van Heemstra , werd een radioluisterstation door de Wehrmacht gevestigd, terwijl in de nabijheid van het dorp Schaarsbergen de Diogenesbunker en het Divisionsdorf werden gebouwd, de Fliegerhorst Deelen werd uitgebreid tot het grootste militaire vliegveld van Nederland. Nabij de huidige brandtoren bij Rozendaal en bij Terlet werden de radio- en radarpeilstations Teerose I, II en III aangelegd. Dit gebied was gedurende de oorlog sperrgebiet.

### Rol van het ziekenhuis (Tramstraat)
De leidende figuren in het Velpse ziekenhuis in deze periode waren: 
- zuster A.A. Hartevelt, directrice;
- huisarts A. van der Willigen jr., voorzitter van het bestuur;
- B.W. van Zwol, hoofdverpleegster.

Onder de Velpenaren was het over het algemeen bekend dat er veel onderduikers in het ziekenhuis waren gehuisvest en de Duitsers hadden daarvan alleen het vermoeden. De organisatie van het ziekenhuis zat zo in elkaar dat er nooit iemand is gearresteerd. Er was een vluchtlijn voor Joden georganiseerd vanuit Amsterdam, via Utrecht naar het Velpse ziekenhuis en vandaaruit naar het Verscholen Dorp bij Vierhouten. Andere joodse vluchtelingen werden via het ziekenhuis op onderduikadressen in Velp ondergebracht. Ook uit gevangenschap gevluchte Franse militairen vonden er via het ziekenhuis een onderduikadres.
Omdat de Duitsers een sterk vermoeden hadden dat er illegale activiteiten in het ziekenhuis plaatsvonden, viel de Feldgendarmerie het ziekenhuis binnen, maar na grondig onderzoek werd niets onoorbaars gevonden. 
Onder de 'zieken' waren ook onderduikers opgenomen in de ziekenzalen, zoals de Roemeense gezant en zijn echtgenote, die door de Duitsers werden gezocht. Doordat hen zeer geloofwaardige kwalen waren aangemeten en de koortslijsten werden bijgehouden, kon hun niets gebeuren. Ook chauffeurs die de wapens vervoerden van parachutisten die na de Slag bij Arnhem niet de Rijn konden oversteken, konden terecht in het ziekenhuis, en bij vertrouwde onderduikadressen werden ondergebracht.
De politieke gevangenen in de SD-gevangenis in het gebouw van de Rotterdamse Bank kregen via het ziekenhuis illegale bijvoeding, doordat ook de plaatselijke politie in het verzet was betrokken en zo deze voedsellijn in stand hield.
Andere onderduikers in het ziekenhuis vielen door hun witte ziekenhuiskleding niet op en verrichtten assisterende werkzaamheden.
Het Velpse ziekenhuis was het enige ziekenhuis in de regio dat nog functioneerde, omdat de drie andere ziekenhuizen, waarop een deel van de Veluwe, de Betuwe en de Achterhoek waren aangewezen, niet meer functioneerden en leegstonden. De inventaris werd door de Duitsers gebruikt voor de inrichting van hun Lebensborn-kliniek, "Lebensborn Gelderland", in Nijmegen, die echter nooit in gebruik is genomen.

### Verzet
Een van de eersten die in verzet kwam was Dirk van der Voort. Hij riep in 1940 via een pamflet op om gezamenlijk, ongeacht politieke of godsdienstige voorkeuren, tegen het fascisme op te treden
Samen met pastoor Schaars maakte hij in 1942 een manifest met de kop: Laat liever het graan verdorren in de grond, dan dat het dienst doet voor het oorlogsmonster, om boeren ertoe te bewegen zoveel mogelijk graan achter te houden voor de bevolking. Hij stelde een verzetsgroep samen uit ex-militairen die hadden gestreden bij de Grebbeberg en werkte onder de schuilnaam 'Ome Jan'. Zijn groep was betrokken bij het laten onderduiken van Joden in het Verscholen Dorp bij Vierhouten. Ook pleegde de groep overvallen op wapendepots, sabotagedaden, en aanslagen op treinen van de Wehrmacht. Daarbij buitgemaakte bon- en distributiekaarten, persoonsbewijzen en andere waardepapieren werden naar Arnhem, Velp, Rheden en Epe gebracht.
In 1943 werd Van der Voort gearresteerd door de SD, dagenlang verhoord en gemarteld. Doordat hij zich bewusteloos liet slaan, werd hij naar een klooster in Haaren getransporteerd, waar hij zich weer kon bewegen. Enige tijd later werd hij vrijgelaten en aan de SS overgeleverd, waar hij werd ingedeeld in een werkkamp bij vliegveld Eindhoven. Hoewel een vluchtpoging die gewoonlijk de dood ten gevolge zou hebben, wist Van der Voort met hulp van een medegevangene te ontsnappen en via onderduikadressen in Veenendaal te komen. Daar wist hij aan een typemachine te bemachtigen en illegale kranten te maken.
In het dorp was nog een verzetsgroep aanwezig, die bestond uit (huis)artsen en medewerkers van het plaatselijke ziekenhuis. Doordat de Duitsers, evenals de bevolking van het dorp, afhankelijk waren van hun medische zorg, genoten zij immuniteit. Vanuit hier werd het verzet in Gelderland aangestuurd en werd de Oranjekrant verspreid. De artsen Vince Haag, Wim Op den Winkel, Antonie August Scherpenhuijsen, D.J. Hartman, Adriaan van der Willigen jr. (chef de clinique), J. Eykman, Ben van Griethuysen (radioloog) en Willem Portheine, waren actief in deze organisatie, met Hendrik Visser ’t Hooft (huisarts) als spil in de organisatie. Alle artsen hielden Joodse onderduikers in huis.

### Vordering woningen
Op 10 december 1943 werden 115 woningen gevorderd ten behoeve van het Luftgaukommando Holland, en Villa Honswijk, gelegen aan de Hoofdstraat, ten behoeve van de SS.

### Parkhotel
In de periode maart tot september 1943 werd het Parkhotel gevorderd ten behoeve van de Grüne Polizei.

## 1944-1945

### Verplaatsing opperbevel
In de tweede helft van de oorlog werd de toestand door geallieerde dreiging vanuit zee voor het in Den Haag gevestigde Duitse opperbevel steeds groter. Daardoor werd besloten tot verplaatsing naar een veiliger deel van het land met veel bebossing en ruime villa’s. Dit werd het gebied van de Veluwe met onder andere Arnhem en Velp, waar zich respectievelijk SS-Obergrupenführer Hanns Rauter en Reichskommissar für die besetzten niederlandischen Gebiete, Dr. Arthur Seyss-Inquart vestigden. Rauter nam in de zomer van 1944 bezit van een villa aan de Ernst Casimirlaan 23 (sinds 1963 Velperweg 101B) in Arnhem (nu bekend als De Vijf Zuylen) en Seyss-Inquart vestigde zich aan de Parkstraat in Velp. Zijn kantoor met commandobunker lagen buiten het dorp, in Apeldoorn aan de Loolaan. Voor vestiging van andere diensten werden ruim 100 villa's opgeëist.

### Sicherheits Dienst
Rauters SD-gevangenis bevond zich in de periode november 1944 tot april 1945 in het in beslag genomen gebouw van de Rotterdamsche Bank aan de Hoofdstraat. Hier werden gevangenen gemarteld in de kluizen van het gebouw en blootgesteld aan gruwelijke verhoormethoden. Leidinggevende was hier Arno Huhn. Een groot aantal politieke gevangenen maakte een gedwongen verblijf door in deze gevangenis. Tot tweemaal toe is uit hun midden een groep mannen geselecteerd voor executie. Ongeveer tien mensen zijn in 1944 gefusilleerd bij de Emmapyramide.
Het SD-kantoor werd gevestigd aan de Vijverlaan. De SD had verschillende afdelingen in Velp, onder andere het Judenreferat, als Aussenkommando onder leiding van Ferdinand aus der Fünten en later, zijn opvolger Franz Fischer.
Het SD-hoofdkwartier bevond zich in villa Den Heuvel (nu wooncomplex Den Heuvel). Ook hier waren kelders om gevangenen vast te houden en te martelen.

### SS- und Polizeigericht
In Hotel Naeff werd in februari 1944 het SS- und Polizeigericht gevestigd voor berechting van Duits politiepersoneel. Hier was ook het archief van Seyss-Inquart ondergebracht.

### Vluchtelingen en onderduikers
Een belangrijke rol bij het laten onderduiken vervulde mevrouw B.W. van Zwol, hoofdverpleegster van het Velpse Ziekenhuis aan de Tramstraat. Zij werkte nauw samen met de voorzitter van het ziekenhuis, de huisarts A. van Willigen jr. en met pastoor J.A. Schaars. In 1941 ving zij Franse krijgsgevangenen in haar woning op. Later krijgt ook Warner van Keulen, alias 'Johan', onderdak bij haar. Hij verzorgde de distributie van voedselbonnen voor de L.O. voor de honderden onderduikers in Velp en omgeving. Haar dochter Lidia groeide op met het verzetswerk en verrichtte koerierswerk voor Johan. Zij was belangrijk voor het verzetswerk en het ziekenhuis bood vele mogelijkheden, zoals vluchtelingen verzorgen en onderdak bieden door hen als 'patiënt' op te nemen. In haar woning bood zij onderdak aan gevlucht Joden, Engelse militairen en andere onderduikers. In het ziekenhuis had zij iedere week met de artsen een gesprek over voedselbonnen en de bijvoeding van de onderduikers, zieken en lijders aan hongeroedeem.
In 1944 werd Velp overspoeld door vluchtelingen uit het gebombardeerde Arnhem en bood het dorp door de ruime hoeveelheid villa’s onderduikmogelijkheid aan gevluchte Joden, waaronder de slechts drie maanden oude en later rabbijn geworden Awraham Soetendorp, die niet bij razzia’s waren opgepakt en aan geallieerde militairen die na Operatie Market Garden vast kwamen te zitten in de vijandelijke linies.

### V1's
Doordat het dorp in de vliegroute lag van de op Antwerpen gerichte en vanuit Overijssel afgeschoten V1’s, kwam er een ten noorden van de Hoofdstraat in sportpark Pinkenberg terecht en ten zuiden van de Hoofdstraat nog een bij kasteel Biljoen terecht en een in het Velpsebroek. Ook aan de zuidelijke rand van het dorp stortte een V1 neer. De oorzaak van het vroegtijdig neerstorten was, dat vlak voor het dorp de automatische piloot van de V1’s inschakelen moest, maar dat het mechanisme veelvuldig haperde. Er werd hierdoor grote schade aangericht. Ook werd een V1 door een Brits vliegtuig op 27 maart 1945 aangeschoten, waardoor het wapen in de Oranjestraat op een woonhuis terechtkwam en ontplofte. Hierbij vielen 14 doden. Op 29 maart 1945 vloog de laatste V1 over Velp.

### Afweer
De nachtelijke vluchten van Britse bommenwerpers op weg naar doelen in Duitsland hadden hun vliegroute over het dorp, en leidde tot onrust door het Duitse luchtafweergeschut.

### Razzia's
De bevolking heeft veel geleden onder de razzia’s die plaatsvonden: rond 550 jongens en mannen werden opgepakt voor de Arbeitseinsatz, meisjes voor werk in de Duitse keukens, fietsen en auto’s die in beslag werden genomen, de continue dreiging van inbeslagname van hun woning.

### Neergestort vliegtuig
Op 10 september 1944 stortte een Engelse jager die door afweergeschut was getroffen, neer in de Kerkallée. Daarbij kwam de vlieger om en vielen 5 doden.

### Dolle Dinsdag
Op Dolle Dinsdag verlieten veel Duitsers in paniek het dorp, met medeneming van veel van de uit de verlaten of kapot geschoten woningen geroofde voorwerpen, richting het oosten. Veel kwamen later weer terug hun stellingen innemend. Hotel Naeff werd door SS-rechter Ernst Hrtel in brand gestoken om te voorkomen dat de geallieerden het archief van Rauter zouden bemachtigen. Seyss-Inquart vestigde zich in een rustiger deel van het land, op Landgoed Spelderholt in Beekbergen.

### Strategische ligging
Door de ligging van het dorp met een doorgaande weg en de bebossing, bood het een goede camouflage voor de vele zware, Duitse Tiger II-, Panther-tanks en pantservoertuigen tegen Britse luchtaanvallen. In september 1944 maakte generaal Bittrich dankbaar gebruik van deze mogelijkheid om zijn tanks en manschappen van de 9e en 10e SS-Panzerdivisie in Velp en omgeving onder te brengen. Britse jachtvliegtuigen schoten echter op alles wat zichtbaar was en zich bewoog, waarbij de bebouwing veelal door granaten en bommen werd getroffen. Troepen- en voertuigverplaatsingen vonden voortdurend plaats via de Hoofdweg door het dorp. Ook groepen krijgsgevangen Britse militairen werden hierlangs afgevoerd.

### Hongerwinter
Gedurende de Hongerwinter moest de bevolking regelmatig dekking zoeken in hun (schuil)kelders onder de woningen. Ten gevolge van de eerste voedseltransporten vanuit Zweden kwam in maart 1945 een eind aan de barre omstandigheden, zodat de bevolking niet langer meer was aangewezen op het zoeken en uitgraven van schaarse aardappels, tulpenbollen en rapen. De reeds in eind februari in Delfzijl aangemeerde Zweedse schepen brachten bloem, margarine en levertraan mee. Daarna volgden bloem, jam, havermout en blikken boter. De distributie ervan vond plaats via het Nederlandse Rode Kruis. Door het traineren door de Duitsers kwamen echter pas in maart 1945 de eerste goederen aan bij de bevolking. Hierdoor werd de nood enigszins gelenigd, al werd het beschikbare voedsel streng gedistribueerd, vaak via de ondergrondse. Later werd ook vlees aan de voedingsmiddelen toegevoegd. In de laatste dagen van de oorlog was Velp echter het toneel van hevige strijd tussen de bezetter en de Britse legereenheden, waarbij de bevolking in het nauw kwam en noodgedwongen vrijwel continu in de kelders de dagen moest doorbrengen.

### Laatste dagen van de oorlog
In maart 1945 viel een V1 in de Oranjestraat neer, waardoor 9 doden, vele gewonden vielen en grote schade werd aangericht.
De laatste dagen voor de Bevrijding werd het dorp bestookt met 70.000 granaten, waardoor er 12 doden en vele gewonden vielen, en honderden huizen beschadigd of verwoest werden.

### Bevrijding
De bevrijding van Velp op 16 april bracht met zich mee, dat uiteindelijk onophoudelijke hoeveelheden Canadese en Britse eenheden van de 49th West Riding Infantry Division (Polar Bears) vanuit de richting Arnhem na een felle strijd, die huis na huis moest worden uitgevochten, en Duitse versperringen waren geruimd, de Hoofdstraat en de Ringallee doorreden, op weg naar Rheden en Dieren, en ook in groepen langs de spoorlijn Arnhem-Zwolle naar de andere dorpen en plaatsen langs de Veluwezoom trokken.

### N.B.S.
De Nederlandse Binnenlandse Strijdkrachten (N.B.S.) richtten hun kwartier in in de garage bij Hotel Naeff.
Enkele leden van de SD werden krijgsgevangen gemaakt en voorlopig opgesloten in villa Den Heuvel, die ingericht werd als Kamp Den Heuvel.

## Bekende onderduikers in Velp
- Philip Bloemendal (nieuwslezer van het Polygoon-journaal)
- Isaac Heertje (broer van Arnold Heertje)
- Awraham Soetendorp (later rabbijn geworden)

## Burgerslachtoffers
Burgerslachtoffers van Duitse terreur en oorlogsgeweld gedurende de periode 1940-1945. Cijfers voor Velp en de gehele gemeente Rheden.
| Doodsoorzaak                                            | Velp | Overig deel gemeente | Totaal |
| ------------------------------------------------------- | ---- | -------------------- | ------ |
| Gefusilleerd                                            | 5    | 3                    | 8      |
| Omgekomen in concentratiekampen                         | 20   | 16                   | 36     |
| Omgekomen als dwangarbeider in Duitsland                | 3    | 1                    | 4      |
| Gedood door granaatvuur                                 | 88   | 15                   | 103    |
| Gedood door vlieger-actie (bombarderen en mitrailleren) | 42   | 24                   | 66     |
| Gedood door neerstortend vliegtuig                      | 5    | -                    | 5      |
| Gedood door V1-actie                                    | 9    | 1                    | 10     |
| Gedood door landmijnen                                  | 6    | 3                    | 9      |
| Totaal                                                  | 178  | 63                   | 241    |

## Oorlogsmonumenten
Velp bezit een groot aantal oorlogsmonumenten:
- Bevrijdingsmonument Velp (ter nagedachtenis aan alle oorlogsslachtoffers van Velp)
- Monument aan de Pinkenbergseweg (ter nagedachtenis aan de Arnhemse verzetsstrijders Jan Klaver, Charles Mozes en Harry Kuyper)
- Plaquette aan de gevel van de ABN-AMRO Bank (ter nagedachtenis aan de 31 jongemannen die tijdens de Tweede Wereldoorlog in het gebied van de Oostelijke Veluwezoom door de bezetter zijn gefusilleerd. In de SD-gevangenis, de Rotterdamse Bank)
- Monument aan de Kluizenaarsweg (ter nagedachtenis aan de burgerslachtoffers en het verzet van Velp)
- Monument aan de Mauritsstraat (ter nagedachtenis aan de oorlogsslachtoffers van het Beltjeshof)
- Bevrijdingsboom (ter nagedachtenis aan de bevrijding van Velp op 16 april 1945)
- Monument voor de familie Van den Berg (ter nagedachtenis aan de familie Van den Berg, die gedurende de periode oktober 1942 tot 16 april 1945 veertien joodse onderduikers verborgen hield)
- Monument in de Parkstraatkerk (ter nagedachtenis aan twaalf leden van de Gereformeerde Kerk die tijdens de bezettingsjaren door oorlogshandelingen om het leven zijn gekomen)
- Herinneringsmonument in de Oranjestraat ter nagedachtenis aan de V1-ramp op 28 maart 1945. [10]
- Graf/monument Hervormde Begraafplaats van R.A.F.-piloot John Brydson, die door zijn neerstortend vliegtuig bleef besturen, teneinde te behoeden dat zijn vliegtuig ergens in het dorp terecht zou komen, in de Beemd voorbij het dorp, sneuvelde.
- Het ondergedoken kind, ter nagedachtenis aan de moedige mensen, die aan meer dan 600 onderduikers, met gevaar voor eigen leven, onderdak boden.
- Bevrijdingsramen in de Grote Kerk, twee glas-in-loodramen ter herdenking van de bevrijding van het dorp op 16 april 1945. In de ramen zijn 2 historische foto's verwerkt.
- Plaquette Oranje-mavo.
- Plaquette rabbijn Soetendorp (ter nagedachtenis aan Bertus en Ria van der Kemp-Wilemsen. Het echtpaar uit Velp heeft, samen meer echtparen in Velp, in de Tweede Wereldoorlog meerdere Joodse mensen geholpen, waaronder de toen 3 maanden oude Awraham Soetendorp).

## Straatnaamvernoemingen
- Theodorus Dobbeweg naar verzetsman Theodorus Dobbe.
- Dirk van der Voortplein naar verzetsman Dirk van der Voort.
- Dr. W. Portheinestraat, naar Willem Portheine, arts in het gemeentelijk ziekenhuis, huisarts en verzetsman.
- Pastoor Schaarsstraat, naar pastoor Antonius Schaars van Velp, die onderduikadressen regelde en Kamp Dachau overleefde.

## Beeldmateriaal
De bevrijding van Velp, filmcollectie Van Griethuijsen, Gelders Archief.